# Deutsch-Ostafrikanische Rupie
Die Deutsch-Ostafrikanische Rupie war die Währung von Deutsch-Ostafrika zwischen 1890 und 1916 und zirkulierte in Tanganjika noch bis 1920.

## Geschichte
Die indische Rupie war in der 2. Hälfte des 19. Jahrhunderts die gebräuchlichste Währung an der ostafrikanischen Küste und hatte sowohl den US-amerikanischen Golddollar als auch den Maria-Theresien-Taler marginalisiert. Die Deutsch-Ostafrikanische Gesellschaft erwarb 1890 das Recht, Münzen zu prägen, und gab Rupien heraus, die der indischen und Sansibar-Rupie entsprachen. Die Gesellschaft behielt ihr Münzrecht auch nach der späteren Übernahme Deutsch-Ostafrikas durch die deutsche Regierung. 1904 übernahm die deutsche Regierung die Währungsangelegenheiten in der Kolonie und etablierte die Ostafrikanische Bank.
Anfangs entsprach die Deutsch-Ostafrikanische Rupie wertmäßig der indischen Rupie. Bis 1904 wurde sie in 64 Pesa unterteilt (entsprechend der indischen pice or Paisa), ab Februar 1904 wurde die Währung dezimalisiert und 1 Rupie in 100 Heller unterteilt. Gleichzeitig wurde ein fester Umtauschkurs von 15 Rupien = 20 Mark eingeführt.
1915 und 1916 wurde eine große Serie von Papier-Notgeld herausgegeben. 1916 gab es noch einmal eine letzte Ausgabe von Münzen einschließlich einer vom 15. April bis 5. September 19!6 in Tabora geprägt, als „Goldelefant“ bekannten 15-Rupien-Goldmünze, die einen Goldwert von 15 Mark hatte. 1916 wurde Deutsch-Ostafrika von britischen und belgischen Truppen besetzt. In Tanganjika zirkulierte die Deutsche Ostafrikanische Rupie neben der Britisch-Ostafrikanischen Rupie (der sie wertmäßig entsprach) bis 1920, als beide durch den Ostafrikanischen Florin im Tauschverhältnis 1:1 ersetzt wurden. In Burundi und Rwanda ersetzte der Belgisch-Kongolesische Franc die Rupie 1916.

## Münzen
1890 wurden 1-Pesa-Münzen aus Kupfer und 1-Rupie-Münzen aus Silber eingeführt, gefolgt von silbernen ¼- und ½-Rupien-Stücken im nächsten Jahr und 2-Rupien-Silbermünzen 1893. Die Silbermünzen wurden im selben Standard geprägt wie die indische Rupie.
Als Konsequenz aus der Einführung des Dezimalsystems wurden 1904 ½- und 1-Heller-Münzen ausgegeben, gefolgt von 5 Hellern aus Bronze und gelochten 10 Hellern aus Kupfernickel 1908. 1913 kamen gelochte 5-Heller-Münzen aus Kupfernickel hinzu und 1916 wurden zusammen mit den oben erwähnten goldenen 15-Rupien-Stücken grob geprägte 5- und 20-Heller-Münzen als Notmünzen herausgegeben.

## Banknoten

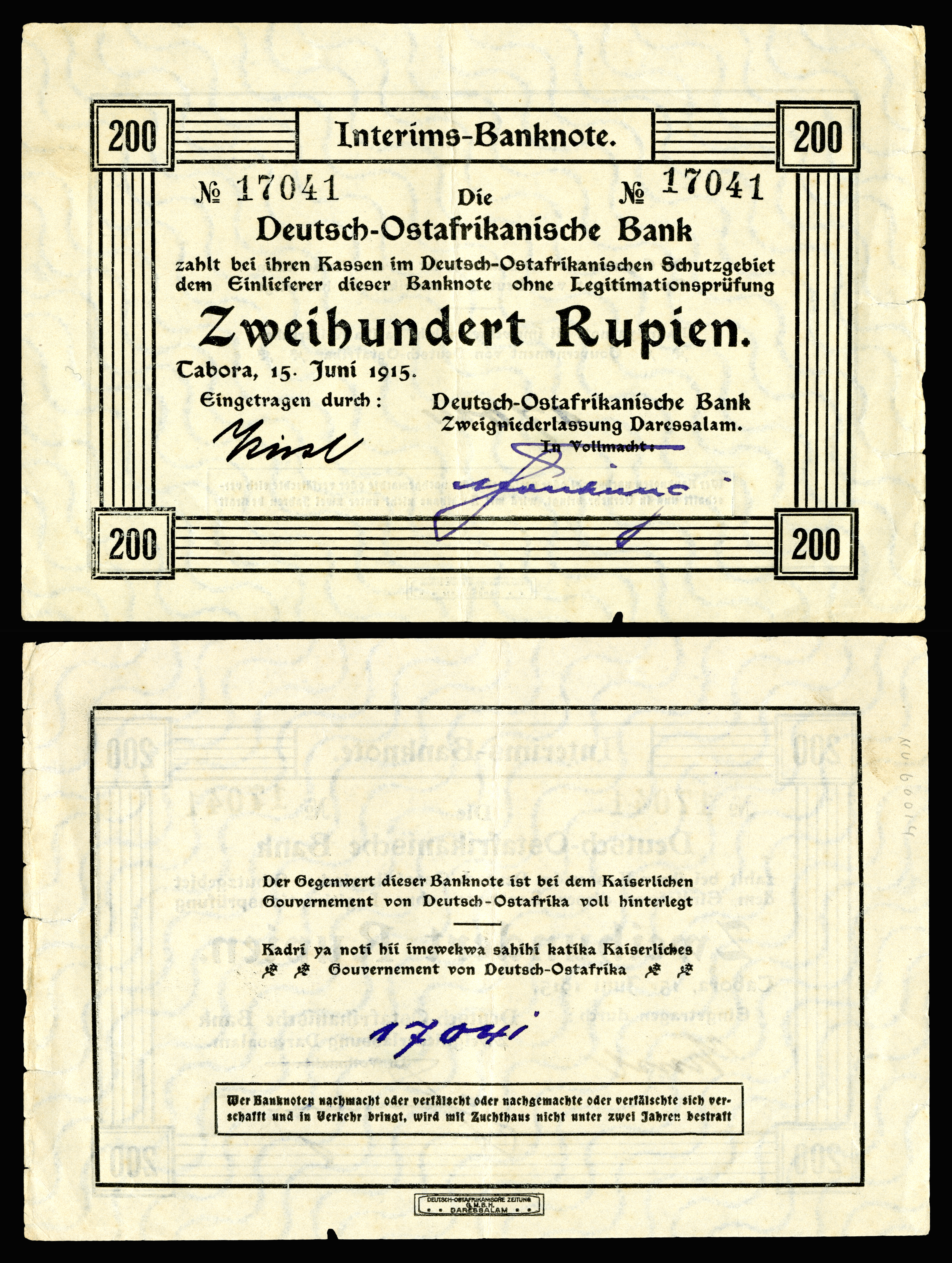
Notgeld über 200 Rupien (1915)

1905 führte die Deutsch-Ostafrikanische Bank Banknoten im Wert von 5, 10, 50, 100 und 500 Rupien ein. Zwischen 1915 und 1917 wurde Notgeld im Wert von 1, 5, 10, 20, 50 und 200 Rupien ausgegeben.